# Gouvernorat de Sa'dah
Pour les articles homonymes, voir Saada.

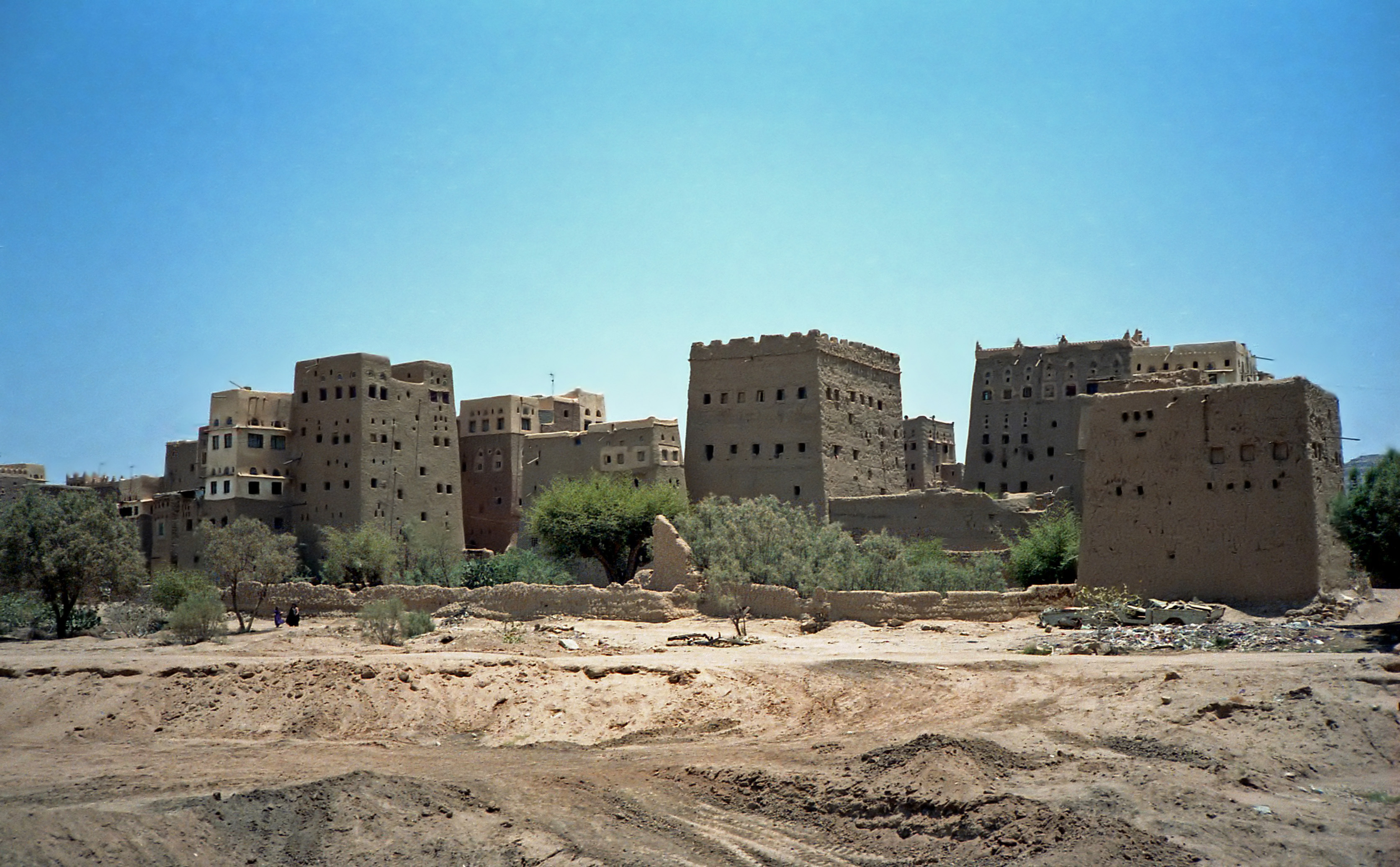
Sa'dah, capitale du gouvernorat.

Le gouvernorat de Sa'dah (ou Saada, Sadah), arabe : صعدة Ṣa'da, est une des subdivisions du Yémen, situé au nord-ouest du pays, à la frontière de l'Arabie saoudite. La capitale est Sa'dah. En février 2004, la population est estimée à 693 217 habitants, soit 3,5 % de la population totale du pays.
Il s'agit d'une des régions les plus enclavées et les plus pauvres du pays.

## Conflit
Le gouvernorat de Sa'dah est occupé par des musulmans zaïdistes, qui est une branche du chiisme. Depuis juin 2004, un conflit a éclaté mené par Abdul-Malik al-Houthi, un dirigeant religieux dissident contre le gouvernement du Yémen issu de l'unification de 1990.

## Localités
- Aba Sa'ud au nord
- Al Buq (Al Buga, Al Bough) aéroport au nord
- Bagim poste frontière menant à Zahran en Arabie Saoudite